# Dipartimento di F'Derick
Il dipartimento di F'Derick è un dipartimento (moughataa) della regione di Tiris-Zemmour in Mauritania con capoluogo F'Derick, unico comune del dipartimento.